# Helmkissen

Helmkissen als Wappenfigur im Wappen von Küssnacht am Rigi

Das Helmkissen gehört in der Heraldik als Teil des Oberwappens zum Hilfskleinod.
Es wird diese flache viereckige gepolsterte Platte (Kissen) zur Aufnahme anderer Wappenfiguren auf den Wappenhelm aufgelegt und oft in den Hauptfarben des Wappens tingiert. An den Ecken des Kissens hängen Quasten oder Trotteln  herab, was als bequastet beschrieben wird. Das Helmkissen eignet sich auch zur Aufnahme eines Schirmbrettes. Gelegentlich kann es auch eine gemeine Figur im Wappenschild sein und wird dann mit der größeren Fläche zum Betrachter  dargestellt. Diese Breitseitendarstellung ist auch über dem Helm als Hilfskleinod möglich und wird zur zusätzlichen Aufbringung bestimmter Figurenwiederholung aus dem Schild verwendet. Im Wappen von Proveis ist es mit einem Wappentier und im Wappen von Laurein mit einem Pflug belegt.

Helmkissen
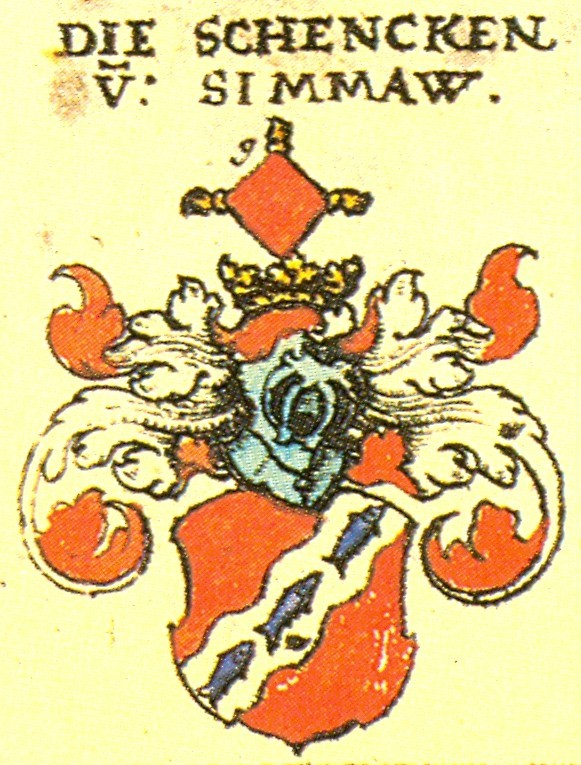
Helmkissen als Helmzier der Schenck von Simmau
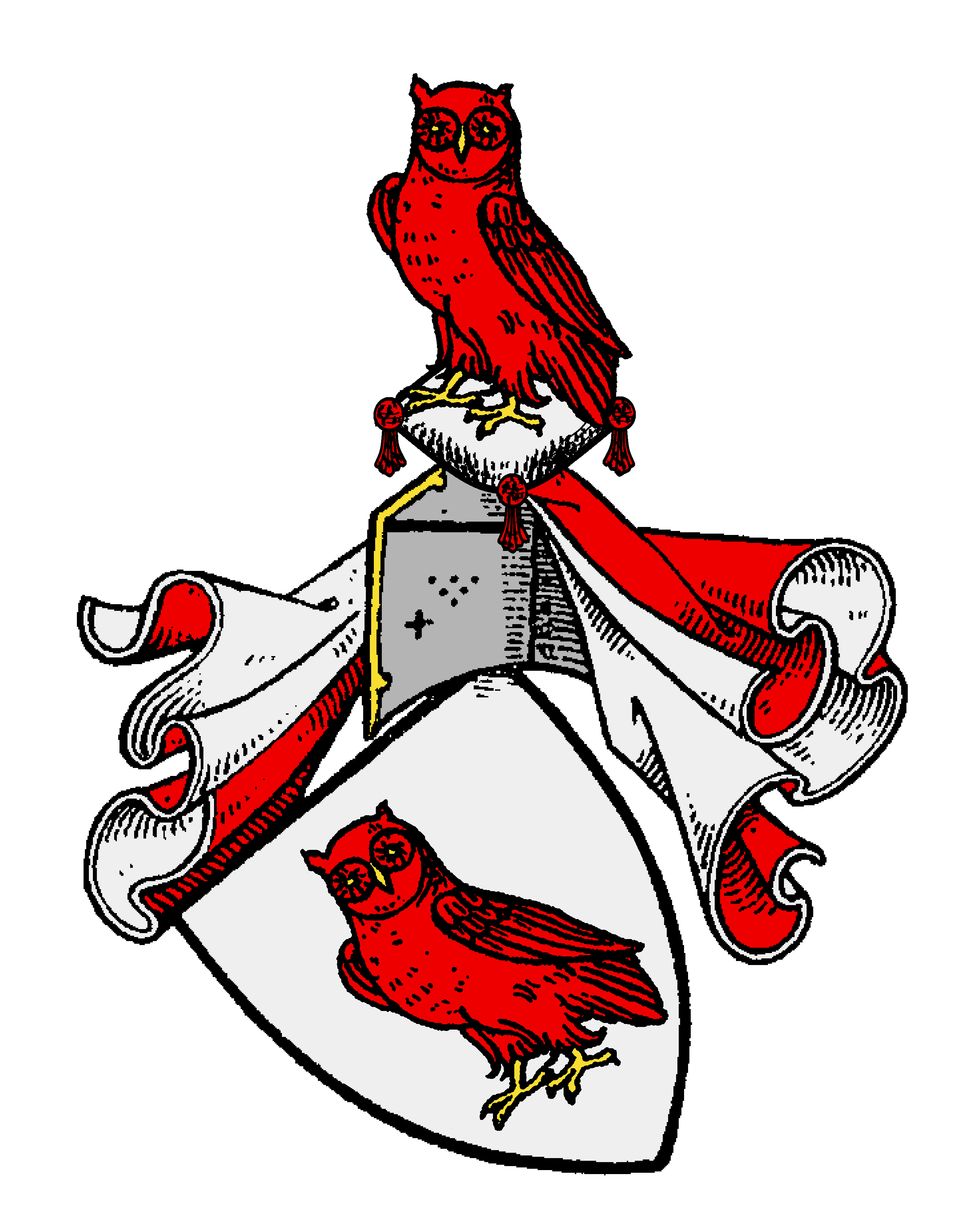
Helmkissen im Oberwappen der Herwarth